# Чет Фейкър
Chet Faker (роден Nicholas James Murphy; 23 юни 1988) е австралийски музикант от електронната сцена. Роден е в Warnambool, Victoria, където живеел с 2-рата си по-малки братя, преди да се премести в града, за да преследва музикална кариера. 
През януари 2013 работата печели приза „най-добро независимо издание“ на австралийските награди Rolling Stone за 2012. Неговият кавър на Blackstreet No Diggity беше включен в Super Bowl commercial през 2013 за Beck's Sapphire. През април 2014 Built on Glass, първият албум на Faker беше пуснат на пазара и събра много добри отзиви. Също така дебютира като номер 1 в класация на родната Австралия (ARIA Charts)

## Начало на кариерата
Мърфи решава да възприеме артистичен псевдоним, поради факта, че има вече утвърдил се музикант с името Nick Murphy и понякога част от публиката идвала на участия мислейки си, че той, а не Чет ще свири.
Чет за първи път е забелязан след кавъра на Blackstreet's No Diggity, който стана много популярен в интернет, достигайки #1 в чарта Hypemachine през май 2011. Чет пуска своя първи мини-албум Thinking In Textures през 22 март 2012, който е посрещнат с позитивни отзиви и е описан като придаващ невероятна релаксираща атмосфера и възхваляван за неговото умение да миксира с лекота и с впечатляваща красота”. Мини-албумът бил също популярен сред феновете, като с втория сингъл I'm Into You, той „кацнал“ на номер 24 в класацията Triple J Hottest 100 за 2012 г.
Faker е роботил и с няколко други музиканти от пускането на дебютния си мини-албум: колаборациите му включват Flume и ремикси на песни на MS MR и The Temper Trap. Той е бил и гост-вокалист на Say Lou Lou's Fool of Me, който е провъзгласен за най-добър нов хит от Pitchfork през май 2013.
Той пуска нов сингъл, съвместно с Kilo Kish на 12 август 2013. През ноември на 2013, Flume и Faker пуснаха мини-албум (EP), наречен Lockjaw. Дебютният албум на Faker – Built on Glass, излезе на пазара на 11 април 2014, което беше предхождано от пускането на сингъла Talk Is Cheap и видеото към него на 11 февруари. Албумът дебютира направо на номер едно в класацията ARIA Charts.
на 4.12. 2015 Faker пусна нов мини-албум (EP), наречен Work, който е колаборация с DJ Marcus Marr от Лондон.